# Shamo
Shamo er fællesbetegnelsen for 5 hønseracer, som stammer fra Japan og Thailand.
Shamo findes i forskellige størrelser, som hver har deres eget navn og kendetegn:
- Den største er O-Shamo (大軍鶏). Hanen vejer 4+ kg og hønen vejer 3+ kg. De lægger brunlige æg à 55-51 gram.[1] Racen er den største af Shamohønsene, og ofte vil det være denne specifikke race, man taler om, hvis man blot siger Shamo.
- Den næstestørste kaldes Chu-Shamo (中軍鶏). Racen vejer 3-4 kg.
- Mellemvarianten kaldes Yakido. Racen vejer 2,1-2,6 kg.[2]
- Dværgformen (er ikke i familie med de andre Shamohøns) kaldes Ko Shamo (小軍鶏). Hanen vejer 0,8 til 1 kg og hønen vejer 0,6 til 0,8 kg. [3]
- Den mindste dværgform hedder Nankin Shamo (南京軍鶏).Racen vejer 0,75 til 0,93 kg.

## Farvevariationer
- Sort